# Їхали ми, їхали...
«Їхали ми, їхали…» (рос. «Ехали мы, ехали…») — український радянський художній фільм режисерів Юхима Березіна і Юрія Тимошенка, кінокомедія. Фільм знятий на основі естрадної програми «Везли естраду на декаду»

## Сюжет
Тарапунька та Штепсель їдуть на концерт у Москву. Тринадцятий вагон, в який вони сіли, забули причепити до поїзда. І ось вони і їхні друзі потягли вагон самі. На шляху їх чекає чимало дивовижних пригод.

## У ролях
- Юхим Березін
- Юрій Тимошенко
- Гумористи: 
  - Андрій Сова — Швейцар
  - Олександр Еткін — Гиря
- Юлія Пашковська
- Співаки: Петро Ретвицький і Олександр Таранець
- тріо бандуристок: Валентина Третякова, Неля Бут, Ніна Павленко
- Лев Окрент, Є. Таїров, Є. Дем'янчук, Н. Кураш, Г. Давиденко, С. Поляков, роликобіжці Шуманські та багато інших...

## Творча група
- Автори сценарію і режисери-постановники: Юрій Тимошенко, Юхим Березін
- Текст інтермедій: Владлен Бахнов, Яків Костюковський
- Оператор-постановник: Наум Слуцький
- Художник-постановник: Олексій Бобровников
- Композитор: Оскар Сандлер
- Режисер: Василь Лапокниш
- Звукооператори: Ростислав Максимцов, Анатолій Чернооченко
- Режисер монтажу: Марфа Пономаренко
- Художник по костюмах: Катерина Гаккебуш
- Художник по гриму: Яків Грінберг
- Балетмейстер: Б. Каменькович
- Редактор: Рената Король
- Текст пісень: Яків Костюковський, Михайло Свєтлов, Микола Сом
- Мультиплікатори: режисер — Борис Степанцев, художник — Анатолій Савченко, оператор — Михайло Друян
- Комбіновані зйомки: оператор — Олександр Пастухов, художник — Валентин Корольов
- Директор картини: Леонід Корецький